# Hottot-les-Bagues
Hottot-les-Bagues ist eine französische Gemeinde mit 461 Einwohnern (Stand: 1. Januar 2022) im Département Calvados in der Region Normandie. Sie gehört zum Arrondissement Bayeux und zum Kanton Les Monts d’Aunay. Die Einwohner werden als Hottotais bezeichnet.

## Geografie
Hottot-les-Bagues liegt etwa 17 Kilometer westsüdwestlich von Caen. Umgeben wird die Gemeinde von Lingèvres im Norden, Tilly-sur-Seulles im Nordosten, Juvigny-sur-Seulles im Osten, Saint-Vaast-sur-Seulles im Osten und Südosten, Anctoville im Süden und Südwesten, Torteval-Quesnay im Westen und Südwesten sowie Longraye in westlicher Richtung.

## Bevölkerungsentwicklung
| Jahr                             | 1962 | 1968 | 1975 | 1982 | 1990 | 1999 | 2006 | 2016 |
| Einwohner                        | 333  | 323  | 592  | 618  | 406  | 470  | 469  | 477  |
| Quelle: Cassini, EHESS und INSEE |      |      |      |      |      |      |      |      |

## Sehenswürdigkeiten
- Kirche Notre-Dame aus dem 11. Jahrhundert
- Soldatenfriedhof alliierter und deutscher Soldaten

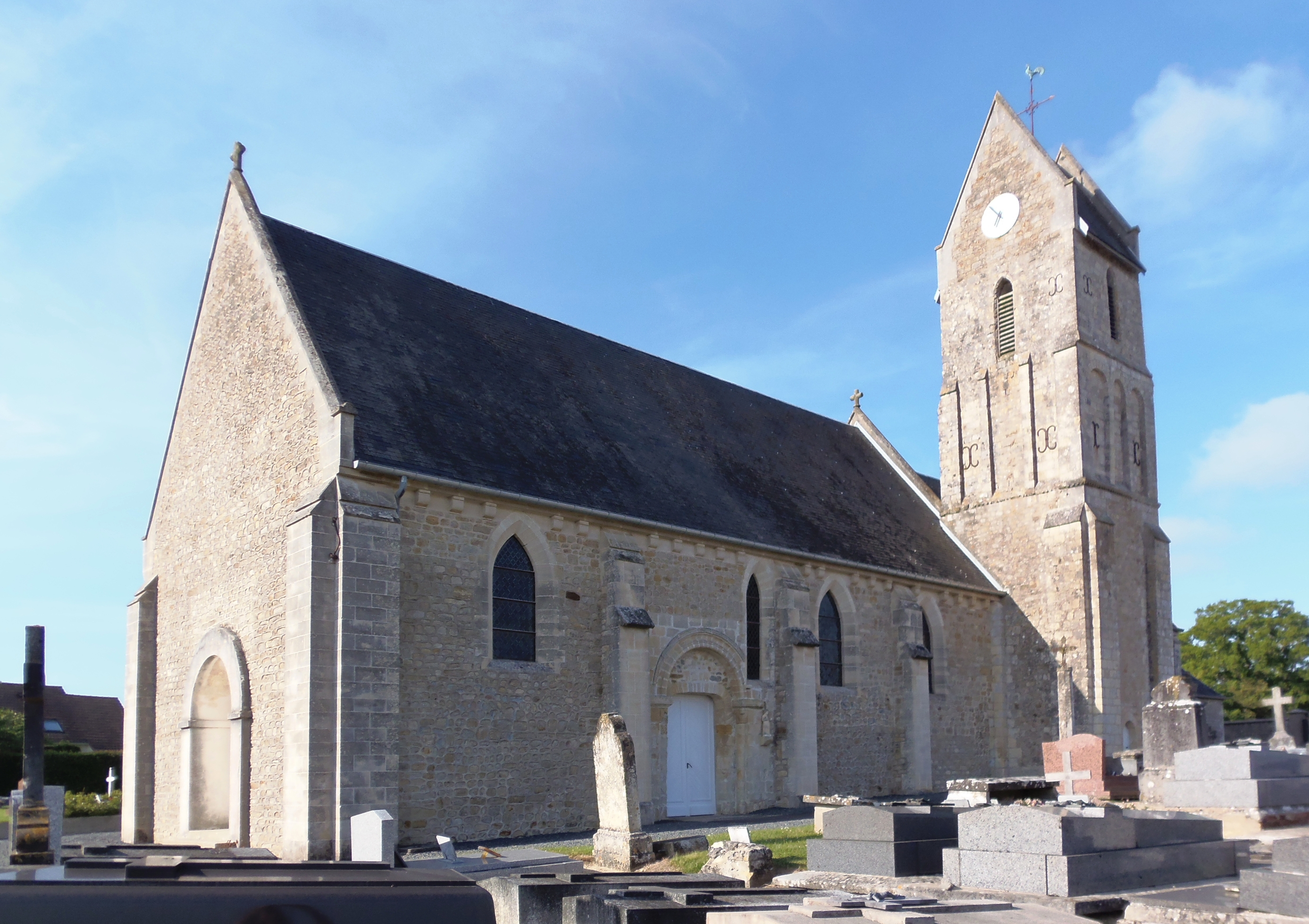
Kirche Notre-Dame